# Sperata
Sperata is een geslacht van straalvinnige vissen uit de familie van stekelmeervallen (Bagridae).

## Soorten
- Sperata acicularis Ferraris & Runge, 1999
- Sperata aor (Hamilton, 1822)
- Sperata aorella (Blyth, 1858)
- Sperata seenghala (Sykes, 1839)